# Fahrzeugfabrik Traugott Onnasch
Die Fahrzeugfabrik Traugott Onnasch war ein deutscher Automobilhersteller.

## Beschreibung
Traugott Onnasch betrieb das Unternehmen in Köslin. 1924 stellte er Kleinwagen her, die als Onnasch angeboten wurden. Onnasch baute zunächst Dreiräder. Das einzelne Rad befand sich hinten. Modell 1 hatte einen Einzylinder-Zweitaktmotor von Bekamo. Der wassergekühlte Motor leistete 3,5 PS aus 173 cm³ Hubraum. Das Fahrzeug war 250 cm lang, 120 cm hoch und wog 195 kg. Die offene Karosserie bot Platz für zwei Personen.
Das Modell 2 war etwas größer und stärker motorisiert. Der liegend montierte Zweizylinder-Viertaktmotor kam von Immendingen. Er hatte 489 cm³ Hubraum und 8 PS Leistung. Das Fahrzeug war 300 cm lang und 145 cm breit. Das Leergewicht war mit 210 kg angegeben. Es war ein offener Dreisitzer. Daneben gab es auch einen vierrädrigen Zweisitzer, den Onnasch in Hinblick auf den Ford Modell T als „deutschen Ford“ anpries. Das Interesse des Marktes an diesen Fahrzeugen war wohl nicht sehr groß, denn noch im Jahr des Erscheinens verschwand der Onnasch wieder.